# (1527) Malmquista
(1527) Malmquista est un astéroïde de la ceinture principale.

## Description
(1527) Malmquista est un astéroïde de la ceinture principale Il fut découvert le 18 octobre 1939 à Turku par Yrjö Väisälä. Il présente une orbite caractérisée par un demi-grand axe de 2,23 UA, une excentricité de 0,20 et une inclinaison de 5,2° par rapport à l'écliptique.

## Compléments